# Каррата (аэропорт)
 Каррата  — аэропорт, расположенный в Каррате, Западная Австралия, в 14 километрах от города и в 8 километрах от Дампира. Аэропорт был открыт в декабре 1983 года и модернизирован в 1998 году. Он занимает 2-е место по количеству пассажиров в Западной Австралии после аэропорта Перт. 30 июня 2009 года в аэропорту было обслужено 486 582 людей, почти на 100 тысяч больше, чем в 2008 году. В июне 2010 года было обслужено 587 211 человек. К 2011 году число пассажиров достигло 707 123. В 240 километрах от аэропорта, находится Международный аэропорт Порт-Хэдленд.